# Eva Amaral
 (mai 2018).
Eva Amaral, de son nom complet Eva María Amaral Lallana, née à Saragosse le 4 août 1972, est une chanteuse espagnole, membre du groupe Amaral, connue pour son engagement féministe.

## Biographie
Dans sa jeunesse, Eva Amaral étudie la sculpture à l'Escuela de Artes de Saragosse. À cette époque, elle est la batteuse du groupe "Bandera blanca". En 1993, elle rencontre le guitariste Juan Aguirre, membre du groupe "Días de vino y Rosas". Ils créent le groupe Amaral, s'installent à Madrid et signent un contrat avec Virgin Records.
Le groupe enregistre quatre albums et joue en première partie des concerts espagnols de Lenny Kravitz. Leur chanson Rosa de la Paz (Rose de la paix) est incluse dans un disque destiné à aider les sinistrés du naufrage du pétrolier Prestige. Ils chantent cette chanson dans la manifestation Nunca Máis de Madrid.
Eva Amaral est également connue pour son engagement féministe.

## Discographie notable
- 2006 : Escapar (slipping away)

- 2005 : Sin mìrar atras
- 2007 : Camino Soria

## Liens
- Site officiel
- Ressources relatives à la musique :   - Discogs
  - MusicBrainz
  - Songkick
- Ressource relative à l'audiovisuel :   - IMDb
- Notice dans un dictionnaire ou une encyclopédie généraliste :   - Gran Enciclopedia Aragonesa
- Notices d'autorité :   - VIAF
  - ISNI
  - LCCN
  - Espagne
  - WorldCat